# Heinrich Lamoral O’Donell von Tyrconell
Graf Heinrich Lamoral O’Donell von Tyrconell (* 12. Juni 1802 in Wien; † 22. Dezember 1872 in Wien) war österreichischer Verwaltungsbeamter, Vizepräsident der Lombardei und Präsident des österreichischen Katholikentages.

## Herkunft
Seine Eltern waren der Hofkammerpräsident Joseph O’Donnell (1756–1810) und dessen zweite Ehefrau Gräfin Josephine von Gaisruck (1779–1833). Sein Bruder Moritz wurde k. k. Feldmarschallleutnant.

## Leben
Heinrich studierte an der Theresianischen Ritter-Akademie und ging 1825 in den Staatsdienst. 1827 wurde er in die Steiermark versetzt. Im Jahr 1835 wurde er Kreishauptmann von St. Pölten, 1837 der von Korneuburg. Anschließend wurde er 1841 als Hofrat zur Landesverwaltung nach Triest versetzt. Im Jahr 1847 wurde er dann Vizepräsident der Landesregierung der Lombardei. Damit stand er an der Spitze der Zivilverwaltung in Mailand.
1848 kam es zur Märzrevolution in Österreich und die Regierung gewährte konstitutionelle Zugeständnisse, um die Stimmung zu beruhigen. Der Militärkommandant Radetzky bot O’Donell an, die Regierungsgebäude militärisch zu sichern, was O’Donell aber ablehnte. So kam es, dass am 18. März auch in Italien zu Unruhen kam und O’Donell wurde festgesetzt. Die Leitung des Aufstandes ließ die öffentliche Gewalt an städtische Behörden übergeben, die Polizei wurde aufgelöst und eine Bürgergarde eingerichtet. Schlussendlich ließ Radetzky die Stadt besetzten und die Revolution war beendet. Nach seiner Freilassung zog sich O’Donell ins Privatleben zurück.
Er widmete sich den katholischen Vereinen und war Vizepräsident des Katholikentages von 1853 in Wien sowie Präsident des Katholikentages 1856 in Linz und des Katholikentages 1860 in Prag.
Er war mit Betti N.N. verheiratet. Er starb am 22. Dezember 1872 in Wien; Nachkommen sind nicht bekannt.